# Pale Blue Dot
Pale Blue Dot (hr. Blijeda plava točka), fotografija planeta Zemlje snimljena 1990. s letjelice Voyager 1 na tada rekordnoj udaljenosti od oko 6 milijardi kilometara od Zemlje. Dio je serije Obiteljski portret na kojoj su prikazani svi planeti Sunčevog sustava. Na fotografiji, Zemlja je vidljiva kao mala točka (0,12 piksela) u odnosu na prostranstvo svemira. Na zahtjev Carla Sagana NASA je Voyageru 1, koji je završio sa svojom primarnom misijom te je bio u procesu napuštanja Sunčevog sustava, poslala naredbe da svoje kamere usmjeri prema Zemlji ne bi li je snimio u odnosu na ostatak svemira.
Ime fotografije Sagan je kasnije iskoristio kao naslov svoje knjige iz 1994., Pale Blue Dot: A Vision of the Human Future in Space.

## Pozadina
Voyager 1 je svemirska letjelica koju je 5. rujna 1977. lansirala američka NASA sa zadatkom istraživanja vanjskog dijela Sunčevog sustava, te kasnije i međuzvjezdanog prostora. Funkcionirajući već 35 godina 4 mjeseca i 5 dana (stanje 10. siječnja 2013.) letjelica redovito prima naredbe te odašilje podatke nazad k Deep Space Networku. Prva je sonda koja je napustila Sunčev sustav te ujedno najudaljeniji objekt od Zemlje koji je čovjek izradio.
Letjelica je trenutačno u produženoj misiji sa zadatkom lociranja i istraživanja granica Sunčevog sustava uključujući Kuiperov pojas, heliosferu i međuzvjezdani prostor. Primarna misija završila je 20. studenog 1980. nakon preleta jupiterovog sustava 1979. i saturnovog 1980. Prva je svermiska letjelica koja je napravila detaljne fotografije dva najveća planeta i njihovih prirodnih satelita.
Za Voyager 1 se prvotno očekivalo da funkcionira samo tijekom susreta sa Saturnom. Kada ga je 1981. i prošao, Sagan je promovirao ideju da se letjelica iskoristi za jednu posljednju fotografiju Zemlje. Istaknuo je da dobivena fotografija ne bi imala veliku znanstvenu vrijednost, budući bi Zemlja bila premala da bi Voyagerove kamere razlučile ikakve površinske detalje, već bi bila korisna kao perspektiva našeg mjesta u svemiru. Iako je ideja naišla na podršku u programu Voyagera, većina se pribojavala da bi fotografiranje Zemlje u blizini Sunca dovelo do mogućnosti oštećivanja sondinih video sustava. Do kraja 1989. kalibriranja instrumenata dodatno su odgodila stvaranje fotografije. Uz to, tehničari koji su bili zaduženi za pisanje i slanje radio naredbi Voyagera bili su otpušteni ili preusmjereni na druge projekte. Konačno, tadašnji administrator NASA-e Richard Trully založio se da se fotografija snimi. Pale Blue Dot je uskokutna fotografija. NASA-in Jet Propulsion Laboratory (JPL) objavio je i kompozitnu fotografiju koja se sastoji od dijela širokokutne slike u kojoj se nalazi Sunce i područje svemira gdje su se u tom trenutku nalazile Zemlja i Venera, s priložene dvije uskokutne fotografije centirarane na njih.

## Fotografija
Pale Blue Dot je načinjena kada je Voyager 1 došao do ruba Sunčevog sustava, 12 godina nakon lansiranja, putujući brzinom od 64.000 km/h na rekordnoj udaljenosti od oko 6 milijardi kilometara. 14. veljače 1990. nakon što je završila primarnu misiju, NASA je letjelici poslala naredbu da se okrene i fotografira planete Sunčevog sustava. Dizajn zapovjednog niza koji se trebao poslati letjelici te izračuni vremena ekspozicije za svaku fotografiju izradili su znanstvenici Candy Hansen iz JPL-a i Carolyn Porco s University of Arizona. NASA-in tim odlučio je prvo fotografirati vanjske planete zbog straha da usmjeravanje kamere prema Suncu ne ošteti opremu što bi onemogućilo snimanje drugih fotografija. U razdoblju od 14. veljače i 6. lipnja 1990., Voyager 1 je na Zemlju vratio 60 kadrova. Jedna od ovih slika prikazivala je Zemlju kao blijedu plavu točku na zrnatoj fotografiji.
Pale Blue Dot prikazana je i kao dio širokokutne snimke na kojoj je vidljivo i Sunce te dio svemira u kojem su se u to vrijeme nalazile Zemlja i Venera. Snimka je nadopunjena i s dvije uskokutne fotografije centrirane na same planete. Snimljena je s kamerinim najtamnijim filterom i najkraćom mogućom ekspozicijom (5 milisekundi) kako bi se izbjegla saturacija kamerine vidikonske cijevi raspršenom svjetlošću. Iako iz Voyagerove perspektive s ruba sustava Sunce djeluje maleno, i dalje je osam milijuna puta sjajnije od od najsjajnije zvijezde na Zemljinom nebu - Siriusa. Zrake oko Sunca su difrakcijski uzorak kalibracijske lampe koja je smještena ispred širokokutnog objektiva. Slika je sastavljena od 640.000 individualnih piksela. Na fotografiji, Zemlja je smještena na sredini jedne od zraka raspršenog svjetla koje su posljedica fotografiranja pri malom kutu između Sunca i Zemlje. Zemlja zauzima manje od jednog piksela (svega 0,12). Radio signalu koji je vratio snimku, putujući brzinom svjetlosti, trebalo je gotovo 5 sati i 30 minuta da dođe do Zemlje. Detaljna analiza Pale Blue Dot daje naznaku da je Voyager 1 snimio i Mjesec, ali je preslab da bi se vidio bez posebnih obrada.
Venera je bila promjera svega 0,11 piksela. Slabo obojena struktura u oba planetarna okvira rezultat je sunčeve svjetlosti raspršene u optici.

## Utjecaji polarizacije i rasipanja svjetlosti
Zemlja se pojavljuje kao blijeda plava točka zbog efekata polarizacije i rasipanja svjetlosti reflektirane sa Zemlje. Polarizacijski efekt Zemlje ovisi o brojnim čimbenicima poput oblačnog pokrova, izloženih površina oceana, šuma, pustinja i snježnih polja. Doprinos svakog površinskog tipa je kombinacija Rayleighovog raspršenja iznad površine i refleksije na površini. Stupanj polarizacije posebno je jak u plavom području vidljivog spektra zbog Rayleighovog raspršenja u atmosferi. Stupanj polarizacije da bi Zemlja nalikovala blijedoj plavoj točki pri 443 nanometra i 90° kuta raspršenja, prema izračunima polarizacijskih promatranja Zemlje radiometrom satelita POLDER, je 23% za 55% (prosječno) oblačnog pokrova te 40% za 10% (minimalno) oblačnog pokrova.

## Udaljenost
Prema JPL-ovom HORIZONS sustavu, udaljenost između Voyagera 1 i Zemlje, u razdoblju od 14. veljače 1990. do 9. lipnja 1990. bila je:
| Mjerna jedinica           | 14. veljače 1990. | 9. lipnja 1990.  |
| ------------------------- | ----------------- | ---------------- |
| Astronomska jedinica (AJ) | 40,4722269111071  | 40,6835761263791 |
| Kilometri                 | 6.054.558.968     | 6.086.176.360    |
| Milje                     | 3.762.136.324     | 3.781.782.502    |

## Kamera
Fotografija je snimljena pomoću Voyagerove uskokutne kamere. Uskokutne kamere (1500 mm žarišne duljine) suprotno širokokutnim kamerama, koriste se za fotografiranje specifičnih detalja u području zanimanja. Voyager imaging science subsystem (ISS) je modificirana inačica sporo skenirajućih vidikonskih kamera koje su korištene u ranijem programu Mariner. Za razliku od drugih instrumenata, operacije kamere nisu autonomne već se kontroliraju tablicom parametara u jednom od računala - Flight Data Subsystem (FDS). Kako je tijek misije odmicao, fotografirani objekti postajali su sve udaljeniji zbog čega su djelovali sve bljeđi, iako su korištene duže ekspozicije. Kako se Voyager 1 sve više odmicao od Zemlje, tako su mu slabile telekomunikacijske mogućnosti. Zbog toga je ograničen broj načina koje je mogao iskoristiti sustav za fotografiranje. Uz to, kamera je rotirana (blago pomicanje ili praćenje kojim se kompenziralo kratko vrijeme ekspozicije) kako se izbjegla zamazanost. Fotografija je snimljena na 32° iznad ekliptike korištenjem plavih, zelenih i ljubičastih filtera s duljinom ekspozicije za svaki filter od 0,72, 0,48 i 0,72 sekundi.
Nakon fotografiranja Obiteljskog portreta, uključujući Pale Blue Dot, NASA je Voyageru 1 poslala naredbu da isključi kameru budući više neće nailaziti na bilo što značajno dok je drugim instrumentima koji još uvijek prikupljaju podatke potrebna energija.

## Saganov osvrt
U svojoj knjizi Pale Blue Dot: A Vision of the Human Future in Space, astronom Carl Sagan povezao je svoje misli s dubljim značenjem ove fotografije:
Zemlja je jako mala pozornica u prostranoj kozmičkoj areni. Razmislite o rijekama krvi prolive od strane svih tih generala i careva da bi u slavi i trijumfu mogli postati trenutačni vladari dijelića točkice. Razmislite o beskrajnim okrutnostima stanovnika jednog kuta ovog piksela nad beznačajno različitim stanovnicima nekog drugog kuta. Kako su česti njihovi nesporazumi, kako su željni ubijati jedni druge, kako je strastvena njihova mržnja. Naši stavovi, naša zamišljena samovažnost, obmana da imamo nekakav povlašten položaj u svemiru, izazvani su od ove blijede svjetlosti. Naš planet je usamljena mrlja u velikom sveobuhvaćajućem kozmičkom mraku. U našem mraku - u cijelom ovom prostranstvu - ne postoji naznaka da će nam pomoć doći od drugdje da nas spasi od nas samih.